# Estática fetal

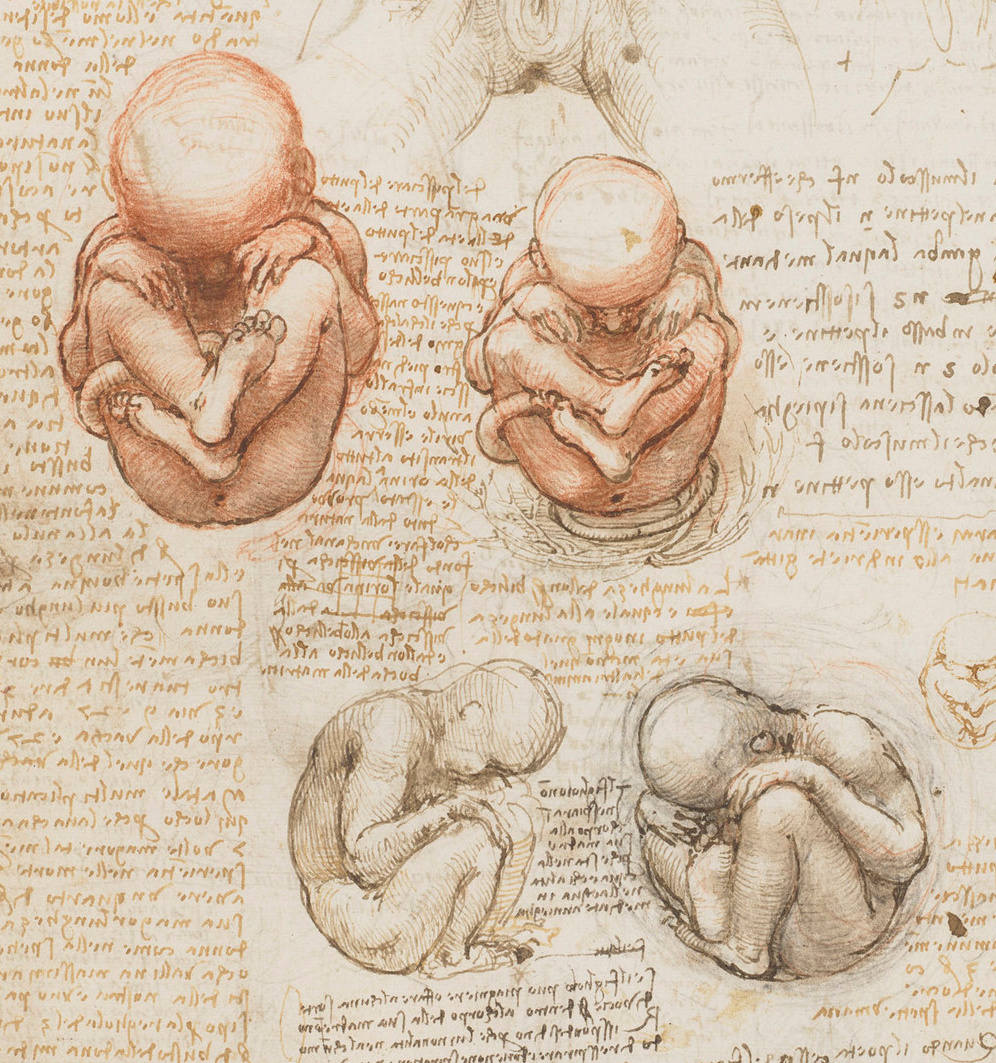
"Vistas de un feto en la matriz", Leonardo da Vinci, ca. 1510-1512.

En obstetricia, la estática fetal describe un conjunto de relaciones espaciales que el feto prenatal guarda consigo mismo (componentes intrínsecos del feto) y con la madre (componentes extrínsecos maternos). Todos los elementos así relacionados permiten ubicar al feto dentro del útero y son útiles para poder establecer diagnósticos y definir conductas antes y durante el parto. Los componentes más frecuentes de la estática fetal son la Actitud, la Presentación, la Posición y la Situación fetales.
Suele explorarse de forma clínica mediante las maniobras de Leopold, aunque también es posible determinarla mediante una Ultrasonografia para determinar el Perfil Biofisico.

## Actitud fetal
Es la relación que guardan entre sí las distintas porciones del feto (cabeza, tronco y extremidades).
En condiciones normales, la actitud del feto consiste en una flexión moderada, en la que el feto ocupa el menor espacio posible: columna en ligera flexión, cabeza flexionada sobre el tronco, extremidades superiores flexionadas sobre los brazos y sobre el tórax, muslos flexionados sobre el 'abdomen' y piernas flexionadas sobre los muslos.

## Situación fetal
Es la relación entre el eje longitudinal del feto y el de la madre. Es esencial conocer la situación fetal en el interior de la cavidad uterina en el momento en que comienza el parto, ya que es un factor determinante crítico para decidir la vía de extracción. Podemos distinguir tres situaciones:
Situación longitudinal
Ambos ejes coinciden, es decir, el eje longitudinal del feto es paralelo al eje longitudinal materno. Es la situación normal del feto (99% de los casos).
Situación transversa
El eje longitudinal del feto es perpendicular al de la madre (90°).  Si el feto se encuentra en esta posición al comenzar el parto, las únicas opciones disponibles serán la realización de una cesárea o la versión cefálica externa hasta alcanzar una postura longitudinal.
Situación oblicua
El eje longitudinal del feto forma 45° con el de la madre. Es una situación inestable, que se transformará en cualquiera de las dos anteriores cuando comience el parto.

## Presentación fetal
La presentación fetal es la identificación de cual de los dos polos fetales se pone en proximidad o en contacto con la pelvis menor. Por razón de que el feto solo tiene dos polos, solo existen dos presentaciones posibles, la presentación cefálica y la presentación podálica.

### Presentación cefálica
A su vez, la presentación cefálica consta de cuatro variantes, dependiendo si la cabeza está flectada—es decir, el mentón está en cercana proximidad o en contacto con el pecho—o si está deflectada—con deflexión de la cabeza alejando el mentón del pecho en diversos grados.
Cefálica vértice
Es la presentación por excelencia de un bebé al nacer, en la que ofrece al canal del parto el centro de la excavación de la 
fontanela posterior.
Cefálica sincipucio o bregmática
El feto presenta un discreto grado de deflexión de la cabeza, de modo que ofrece la romboidal fontanela anterior o bregmática—el punto de unión de la sutura coronal y sagital—al centro de la pelvis. 
Cefálica de frente
Es una posición distócica por el gran diámetro de la presentación fetal, con un moderado grado de deflexión de la cabeza de tal modo que el feto ofrece la región frontal al centro de la pelvis.
Cefálica de cara
Presenta deflexión máxima de la cabeza, de tal modo que el occipucio está en cercana proximidad o en contacto con la columna 
cervicodorsal. Resulta en la presentación del diámetro más amplio, aumentado en un 25% (3cm) comparado con la presentación flexionada clásica. Puede resultar en distocia, y se ve con cierta frecuencia en las grandes multíparas, en fetos de gran tamaño, anencefalia y tumores en el cuello fetal. Por lo general se descubre con la palpación de elementos de la cara fetal durante el trabajo de parto. No se indica el uso de un extractor, electrodos y se debe evitar la administración de oxitocina.

### Presentación podálica
Hay dos tipos de posiciones adoptadas por el feto cuando el polo caudal del feto está en contacto con la pelvis materna y puede tener dos variedades. Una presentación podálica completa, en la que no se altera la posición fetal y una presentación podálica incompleta, en la que los muslos se extienden a lo largo del tronco, o cuando los pies están extendidos hacia el canal del parto o, una tercera variedad, en la que las rodillas son las primeras ofrecidas durante el trabajo de parto. La presentación podálica se da en un 25% de los embarazos antes de las 30 semanas y se considera de alto riesgo después de las 32 semanas de embarazo.

## Posición fetal
La posición fetal describe, como su nombre lo indica, el posicionamiento del cuerpo del feto prenatal durante el desarrollo del embarazo. Lo más frecuente es que el dorso o espalda esté curveada, la cabeza inclinada hacia adelante y las extremidades dobladas y dirigidas hacia el torso. Ésta es la posición usada en la profesión médica para minimizar lesiones del cuello y del pecho. 
En la estática fetal, con el feto en posición fetal, se determina la posición por medio del dorso fetal en relación con el eje derecho o izquierdo de la madre. Así, un feto con el dorso en el hemisferio materno izquierdo se dice que tiene posición izquierda, igualmente con la posición derecha.
La posición guarda estrecha relación con la presentación fetal, de tal modo que se describen juntas.